# Bomarea torta
Bomarea torta är en alströmeriaväxtart som först beskrevs av Carl Sigismund Kunth, och fick sitt nu gällande namn av Herb.. Bomarea torta ingår i släktet Bomarea och familjen alströmeriaväxter. Inga underarter finns listade i Catalogue of Life.